# Sieklówka Górna
Sieklówka Górna – zniesiona wieś w Polsce, od 1992 stanowi zachodnią część wsi Sieklówka w województwie podkarpackim, w powiecie jasielskim, w gminie Kołaczyce.

## Historia
Pod zaborem austriackim Sieklówka Górna stanowiła gminę jednostkową w powiecie Frysztak w cyrkule jasielskim, liczącą w 1854 roku 488 mieszkańców.
W Polsce Sieklówka Górna stanowiła gminę w powiecie jasielskim w województwie krakowskim, liczącą w 1921 roku 341 mieszkańców.
W latach 1954–1960 stanowiła siedzibę gromady Sieklówka Górna.
1 stycznia 1991 Sieklówkę Górną połączono z Sieklówką Dolną, tworząc w ten sposób wieś Sieklówkę. 